# Cougnat
|  | «Cognac» redirigeix aquí. Vegeu-ne altres significats a «Cognac (desambiguació)». |

Conyac, Conhac (occità), Cougnat (en peitoví-saintongès) o Cognac (francès) és una ciutat de França situada al departament de la Charanta i a la regió de Nova Aquitània. Els seus habitants són coneguts en francès com a cognaçais. Cognac està travessada pel riu Charente entre les localitats d'Angulema i Saintes. La majoria del poble ha sigut construït a la vora esquerra del riu, amb una xicoteta part a l'altre costat del riu coneguda com el districte Saint Jacques. La ciutat és en una de les rutes de peregrinació a Santiago de Compostel·la.